# Koundjourou
Koundjourou è un comune del Ciad situato nel dipartimento di Batha Occidentale, provincia di Batha.